# Rune
Rune là tựa game hành động chặt chém góc nhìn thứ ba lấy bối cảnh thần thoại Bắc Âu về cuộc xung đột giữa thần Odin và Loki cùng sự kiện Ragnarok do hãng Human Head Studios phát triển và Gathering of Developers phát hành vào cuối năm 2000.
Ngoài ra nhà phát triển còn tung ra một bản mở rộng độc lập là Rune: Halls of Valhalla được phát hành vào năm 2001. Riêng bản chuyển sang Linux do hãng Loki Software thực hiện, bản chuyển sang PlayStation 2 với cái tên Rune: Viking Warlord cũng được phát hành vào năm 2001. Game còn được tái phát hành trên Steam dưới cái tên Rune Classic vào ngày 13 tháng 6 năm 2012.

## Cốt truyện
Cốt truyện của game kể về Ragnar, một dũng sĩ Viking dũng cảm, là một trong những chiến binh thực thụ của ngôi làng Rutanlke ở vùng phương Bắc xa xôi. Trên đường cứu viện cho làng Copperulf, chiếc thuyền chở anh và những người bạn đã bị chìm xuống biển sâu. Nhưng Odin, vị thần bảo trợ cho chiến binh Viking, đã hiện thân cứu Ragnar. Lúc tỉnh dậy, anh thấy mình đang ở trong một hang động sâu dưới lòng biển. Làm sao quay về để cứu thế, quay về gặp lại người thân?... một loạt câu hỏi đã xuất hiện trong đầu, thôi thúc anh tìm đường quay về.

## Lối chơi
Thần linh đã giao cho Ragnar nhiệm vụ cao cả là bảo vệ con người thoát khỏi nanh vuốt của loài quỷ dữ. Vì thế, người chơi phải cùng rong đuổi với Ragnar phiêu lưu qua rất nhiều vùng đất và chiến đấu với rất nhiều loại sinh vật khác nhau: từ những tà thần dưới lòng biển đến người khổng lồ trong hang động đầy băng tuyết trên núi cao, cuối cùng là Sark Amen – chiến binh nắm giữ khá nhiều ma thuật nhưng là kẻ ác tâm. Game có giao diện đơn giản giúp người chơi dễ làm quen rất nhanh. Người chơi có thể nhìn, di chuyển và chiến đấu dưới rất nhiều góc nhìn khác nhau. Nhân vật trong Rune thực hiện được nhiều động tác võ thuật như đâm, chém; đặc biệt là chiêu bay người tuyệt đẹp và chém bằng rìu trên không. Khi bị trúng đòn, thân thể nhân vật sẽ xuất hiện những vết thương như thật chứ không đơn giản chỉ là tóe máu.

## Đón nhận
Khi phát hành trò chơi nhận được lời đánh giá tích cực lẫn lộn, với phiên bản chuyển thể PlayStation 2 bị chỉ trích nặng nề hơn so với phiên bản gốc trên máy tính. Rune hiện đang nắm giữ xếp hạng 76 trên trang web tập hợp lời phê bình Metacritic. Cũng như số điểm 77,12% trên GameRankings và 82 từ MobyGames.